# بطولة آسيا للنساء تحت 19 سنة لكرة القدم 2015
بطولة آسيا للنساء تحت 19 سنة لكرة القدم 2015 هي النسخة الثامنة من المسابقة. وستتأهل أفضل ثلاثة منتخبات إلى كأس العالم للنساء تحت 20 سنة لكرة القدم 2016.

## أهلية اللاعبات
اللاعبات اللواتي ولدن بين 1 يناير 1996 و31 ديسمبر 2000 هن المؤهلات للمنافسة في المسابقة.

## التصفيات
حصل أربعة منتخبات على بطاقة التأهل المباشر بعد حصولها على المراكز الأربعة الأولى في بطولة 2013، في حين ستضطر الفرق الأخرى خوض التصفيات.
| الفريق         | تأهل بوصفه                                                 | تاريخ ضمان التأهل |
| -------------- | ---------------------------------------------------------- | ----------------- |
| كوريا الجنوبية | بطولة آسيا للنساء تحت 19 سنة لكرة القدم 2013 البطل         | 17 يونيو 2014     |
| كوريا الشمالية | بطولة آسيا للنساء تحت 19 سنة لكرة القدم 2013 الوصيف        | 17 يونيو 2014     |
| الصين          | بطولة آسيا للنساء تحت 19 سنة لكرة القدم 2013 المركز الثالث | 17 يونيو 2014     |
| اليابان        | بطولة آسيا للنساء تحت 19 سنة لكرة القدم 2013 المركز الرابع | 17 يونيو 2014     |
| أستراليا       | مجموعة C المؤهلة الفائز                                    | 9 نوفمبر 2014     |
| تايلاند        | مجموعة D المؤهلة الفائز                                    | 9 نوفمبر 2014     |
| أوزبكستان      | مجموعة A المؤهلة الفائز                                    | 9 نوفمبر 2014     |
| إيران          | مجموعة B المؤهلة الفائز                                    | 11 نوفمبر 2014    |

## روابط خارجية
- بطولة آسيا للنساء تحت 19 سنة لكرة القدم، the-AFC.com